# Commanderie (Chine)
Une commanderie (chinois simplifié : 郡 ; pinyin : jùn ; Wade : chün), ou préfecture suivant les traductions, est une ancienne division administrative chinoise utilisée depuis la période de la dynastie Zhou (vers 1046 av. J.-C. - 256 av. J.-C.) jusqu'au début de la dynastie Tang (618 - 907).

## Origines et évolution

### Dynastie Zhou
Pendant la période des Printemps et des Automnes, du VIIIe au Ve siècle av. J.-C., sous les Zhou de l'est, les plus grands et les plus puissants des vassaux des Zhou, y compris les royaumes de Qin, Jin et Wei, commencent à annexer leurs rivaux plus petits. Ces nouvelles terres qui ne font pas partie de leur fiefs d'origine sont souvent organisés en comtés (xiàn). Lorsqu'elles apparaissent, les commanderies sont créées pour être l'équivalent de ce que sont les marches dans l'Europe féodale, c'est-à-dire des zones servant de tampons entre les principaux royaumes. Même si ces commanderies sont supposées avoir un rang administratif et une population inférieurs à ceux des xians, dans les faits elles sont plus grandes et ont un meilleur potentiel militaire que ces derniers.
Du Ve au IIIe siècle av. J.-C., durant la période des Royaumes combattants, le territoire de chaque État prend progressivement forme et les commanderies frontalières prospèrent. Cela donne naissance à un système d’administration double, ou les xians deviennent des divisions administratives inférieures aux commanderies. Le territoire de chaque royaume s'étant agrandi, il n'y a aucun intérêt militaire à avoir des commanderies dans les régions intérieures, où l'on trouve à la place des xians. L'importance militaire et stratégique des commanderies de la frontière est désormais supérieures à celles des xians.

### Dynastie Qin
Après l’unification de la Chine en 221 av. J.-C. par la dynastie Qin, le nouveau gouvernement central doit régulièrement lever des troupes pour réprimer des rébellions qui éclatent encore dans les six anciens Royaumes, qui refusent de se soumettre au pouvoir des Qin. En conséquence, le Premier empereur met en place 36 commanderies dans son Empire, chacune d'entre elles étant divisée en comtés. Ainsi, il crée le premier système administratif chinois avec deux niveaux d’administration.

### Dynastie Han et période des Trois Royaumes
Lorsque la dynastie Han triomphe du royaume de Chu en 206 av. J.-C., le nouvel empereur Han Gaozu commence par rétablir le système féodal des Zhou, en établissant des rois semi-autonomes en accordant de vastes territoires à ses proches. Ces deux ensembles de royaumes semi-autonomes sont dirigés par des souverains héréditaires, qui sont secondés par un chancelier (xiàng). Parallèlement à ceux-ci, certaines commanderies des Qin continuent d'exister et sont administrées par un gouverneur (junshou) nommé directement par le gouvernement central. Avec le temps, le rabaissement de la puissance des rois et les diverses conquêtes, le nombre de commanderies augmente et celui des royaumes diminue.
Pendant les trois premiers siècles apr. J.-C., sous la dynastie des Han orientaux et pendant la période des Trois Royaumes, les commanderies deviennent la subdivision d'un nouveau niveau administratif : les provinces (Zhōu). Ces dernières sont créées en référence aux légendes liées à l’empereur jaune, qui aurait divisé son empire en neuf Provinces (en). Même si leur nombre varie durant ces trois siècles, il y a habituellement 13 zhōu et bien plus de commanderies.

### Dynastie Jin et période des Dynasties du Nord et du Sud
Pendant les cinq siècles suivants, sous la dynastie Jin et pendant la période des Dynasties du Nord et du Sud, le nombre de circonscriptions administratives augmente et un système à trois niveaux est mis en place. Les trois niveaux sont, par ordre décroissant d'importance, les zhōu, les commanderies et les xians. Pour limiter la puissance des différents seigneurs locaux, la Chine est divisée en plus de 200 zhōu, 600 commanderies et 1 000 xians. Chaque zhōu est composé de deux ou trois commanderies et chaque commanderie est subdivisée en deux ou trois xians.

### Dynasties Sui et Tang
Sous le règne de l'Empereur Wendi de la dynastie Sui (581 – 618), les commanderies sont temporairement supprimées.
Après la chute des Sui, la dynastie Tang est établie en 618. Les anciennes commanderies sont alors recrées, mais fusionnent avec les zhōu, dont elles gardent le nom. En Occident, on utilise souvent le terme de "préfectures" pour désigner ces nouvelles entités, afin d'éviter la confusion avec les précédents zhōu. L'empereur Tang Xuanzong, qui règne de 712 à 756, annule ces changements et recrée les anciennes commanderies. Malgré ce retour en arrière, le terme  jùn est définitivement abandonné. Enfin, lorsque l'Empereur Tang Suzong monte sur le trône en 756, il abolit définitivement les commanderies et recrée les zhōu/préfectures.

### Japon
Lorsque Taïwan se retrouve sous domination japonaise entre 1920 et 1945, l'île est découpée en jùn, qui sont gérés par des hauts fonctionnaires portant le titre de junshou. La fin de l'année, 1945, l'île de Taïwan était divisée en 51 commanderies.

## Hiérarchie administrative
Durant la période des Royaumes combattants, les chefs de l'administration des régions composant lesdits royaumes portent le titre d'administrateurs de la Commanderie (jùnshǒu). Sous la dynastie Han, la position du  junshou est transformée en grand administrateur (tàishǒu). Les deux termes peuvent être traduits par "gouverneur". Un grand administrateur a un salaire-rang annuel de 2 000 dan (石) de grain selon le  pinzhi , un système de classement administratif. De nombreux grands administrateurs sont par la suite promus a des postes très prestigieux et peuvent devenir une des Trois Excellences ou un des Neuf Ministres à la fin de leur carrière.